# Barranc del Lluc
El Barranc del Lluc o Barranc de Lluc és un torrent afluent per l'esquerra de la Riera de Sallent i que fa tot el seu recorregut pel terme municipal de Biosca.
Neix a poc menys de 500 m. a llevant de la masia de Lluc. De direcció predominant cap a les 8 del rellotge, passa successivament pel sud de les masies de Lluc i de Rovira i pel nord de Bertrans. Desguassa al seu col·lector a un km a l'est de Cucurull.

## Xarxa hidrogràfica
La seva xarxa hidrogràfica, que també transcorre íntegrament pel terme municipal de Biosca, està constituïda per set cursos fluvials la longitud total dels quals suma 8.190 m.